# Kohlenhausen
Kohlenhausen ist ein Wohnplatz in der Gemeinde Ahlerstedt (Landkreis Stade), der verwaltungstechnisch dem Ortsteil Oersdorf angehört.

## Geographie und Verkehrsanbindung
Kohlenhausen liegt südwestlich des Kernorts Ahlerstedt und südlich von Oersdorf, nahe der Twiste. Durch den Ort führt die K 76, die im Südwesten weiter als K 120 in den Landkreis Rotenburg nach Heeslingen läuft. Die K 55 läuft ebenfalls durch den Ort und verbindet ihn im Nordwesten mit Oersdorf und Hollenbeck und im Osten mit Ottendorf-Klethen.

## Geschichte

### Einwohnerentwicklung
| Jahr | Einwohner          |
| ---- | ------------------ |
| 1824 | 3 Feuerstellen     |
| 1871 | 34 Leute, 5 Häuser |

### Religion
Kohlenhausen gehört zum Kirchspiel der Kirche St. Primus in Bargstedt.
Die Verstorbenen aus Kohlenhausen werden in Oersdorf beigesetzt, da vor Ort kein Friedhof vorhanden ist.

## Wirtschaft und Infrastruktur

### Wirtschaft
Der Ort ist durch die Landwirtschaft geprägt.

### Feuerwehr
Für Kohlenhausen ist die Freiwillige Feuerwehr Oersdorf mitzuständig.

### Windpark
Westlich liegt ein Windpark mit 22 Windrädern.